# Bezimenne, Obuhiv
Bezimenne (în ucraineană Безіменне) este un sat în comuna Krasna Slobidka din raionul Obuhiv, regiunea Kiev, Ucraina.

## Demografie
Componența lingvistică a localității Bezimenne
     Ucraineană (95,16%)
     Rusă (3,23%)
     Belarusă (1,61%)
Conform recensământului din 2001, majoritatea populației localității Bezimenne era vorbitoare de ucraineană (95,16%), existând în minoritate și vorbitori de rusă (3,23%) și belarusă (1,61%).